# Kinesisk mytologi

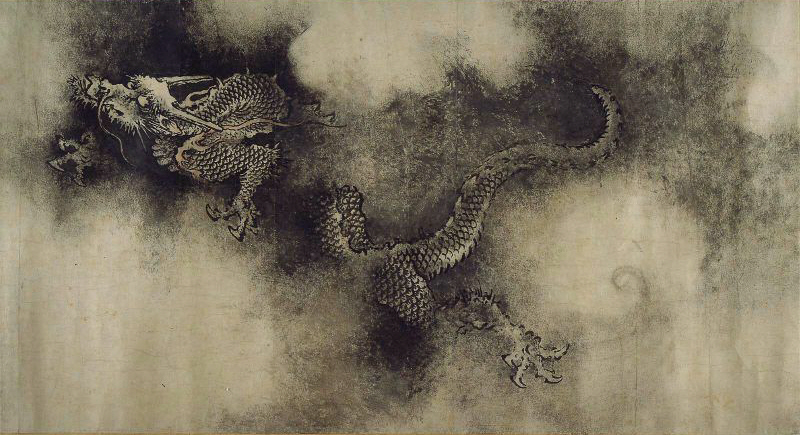
"Nio drakar" av by Chen Rong, 1244, Songdynastin, Museum of Fine Arts, Boston

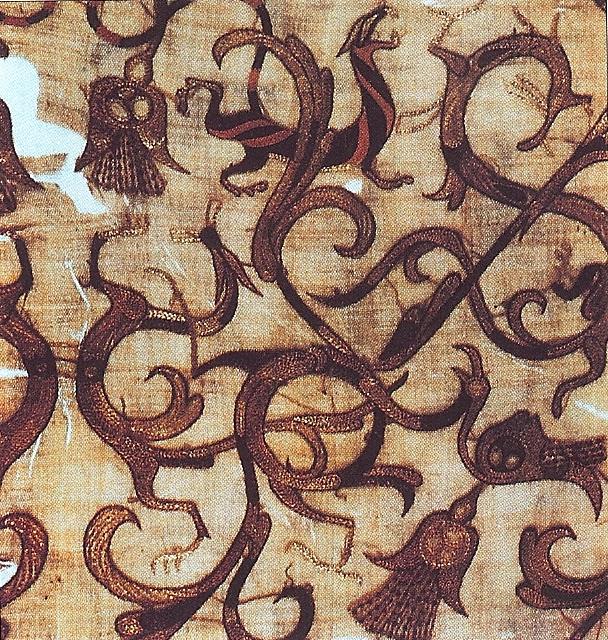
Detalj från kinesiskt silkestyg från 400-talet. Mönstren föreställer bland annat drakar och fenixar.

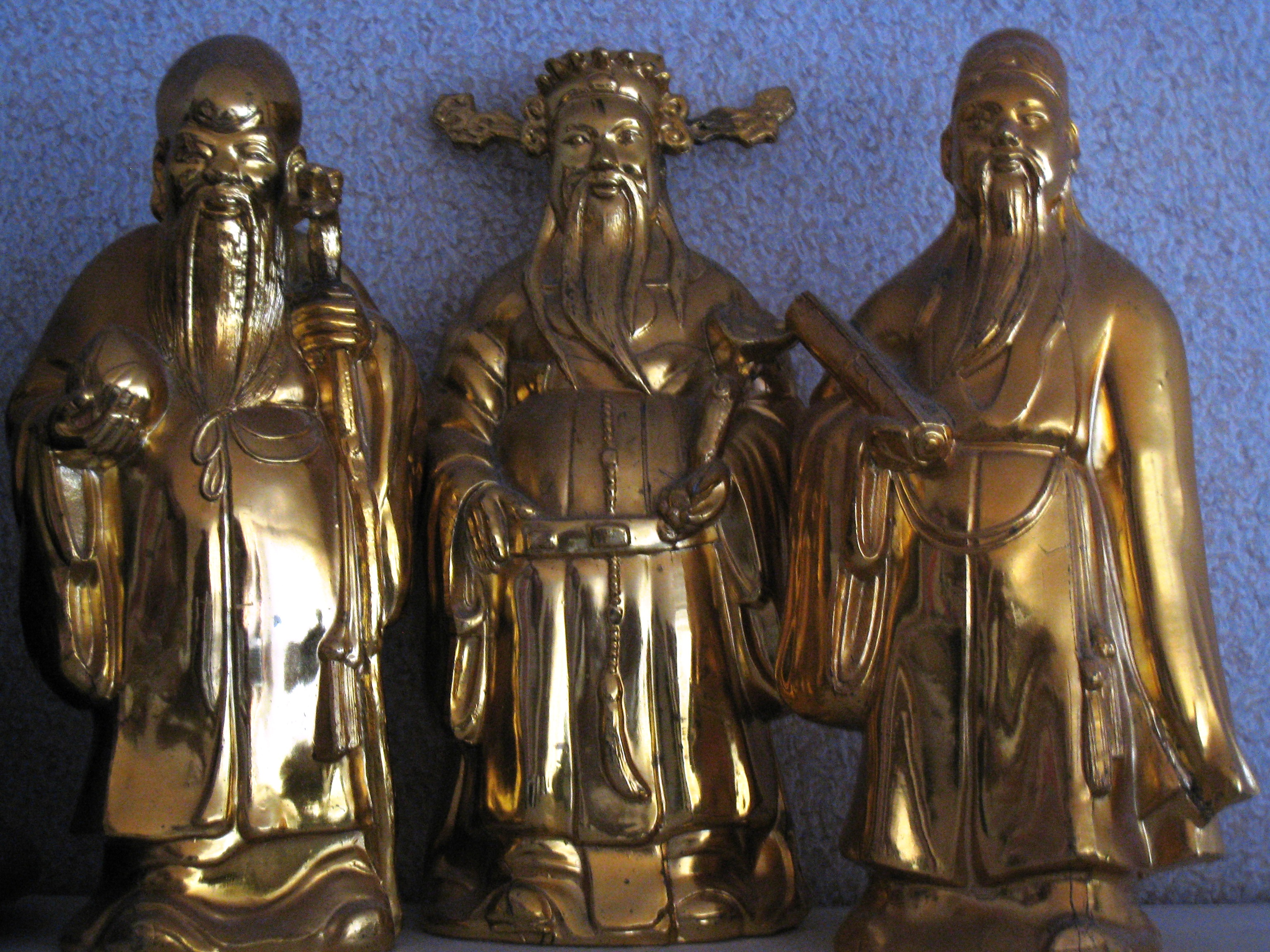
De tre lyckobringande gudarna Shoulao, Luxing och Fuxing

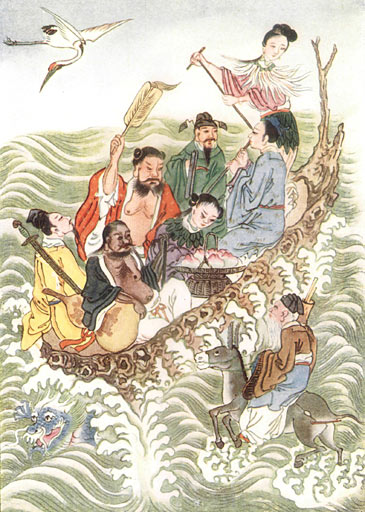
De åtta odödliga som korsar havet från Myths and Legends of China, 1922 Av E. T. C. Werner.

Kinesisk mytologi omfattar mytologier från Kina.

## De tre härskarna
1. Fuxi
2. Nugua
3. Shennong

## De fem kejsarna
De fem kejsarna enligt Sima Qian
1. Gaoyao
2. Huang-Di
3. Ku
4. Shun
5. Yao (mytologisk kung)

## De tre lyckobringande gudarna
1. Fuxing
2. Luxing
3. Shoulao

## De åtta odödliga
1. Lü Dongbin
2. Li Tieguai
3. Zhongli Quan
4. Han Xiangzi
5. Cao Guojiu
6. Zhang Guolao
7. Lan Caihe
8. He Xiangu

## Gestalter i kinesisk mytologi
1. Heng Bo
2. Ba
3. Chang Xi
4. Cheng-Huang
5. Chi Songzi
6. Chiyu
7. Chong
8. Chongli
9. Di (gud)
10. Di Jun
11. Diya
12. Dong-Yo Da-Di
13. Dong Wang Gong
14. Feng Bo
15. Gong-Gong
16. Guan Yu
17. Gun
18. Heng-O
19. Hu, den norra kejsaren
20. Hundun, den mellersta kejsaren
21. Jurong
22. Lei Kung
23. Li
24. Shen
25. Pangu
26. Qi
27. Shang
28. Shang Di
29. Shu, den södra kejsaren
30. Tian
31. Tianlong
32. Tien Mu
33. Wenchang
34. Xie
35. Xi Wang Mu

## Platser i kinesisk mytologi
1. Gula källorna